# Берунь
Берунь (пол. Bieruń, нім. Berun, чеськ. Beroun) — місто і гміна в південній частині Польщі.
Адміністративний центр Берунсько-Лендзінського повіту Сілезького воєводства. Станом на 31 грудня 2012 року в місті мешкало 19 681 жителів.

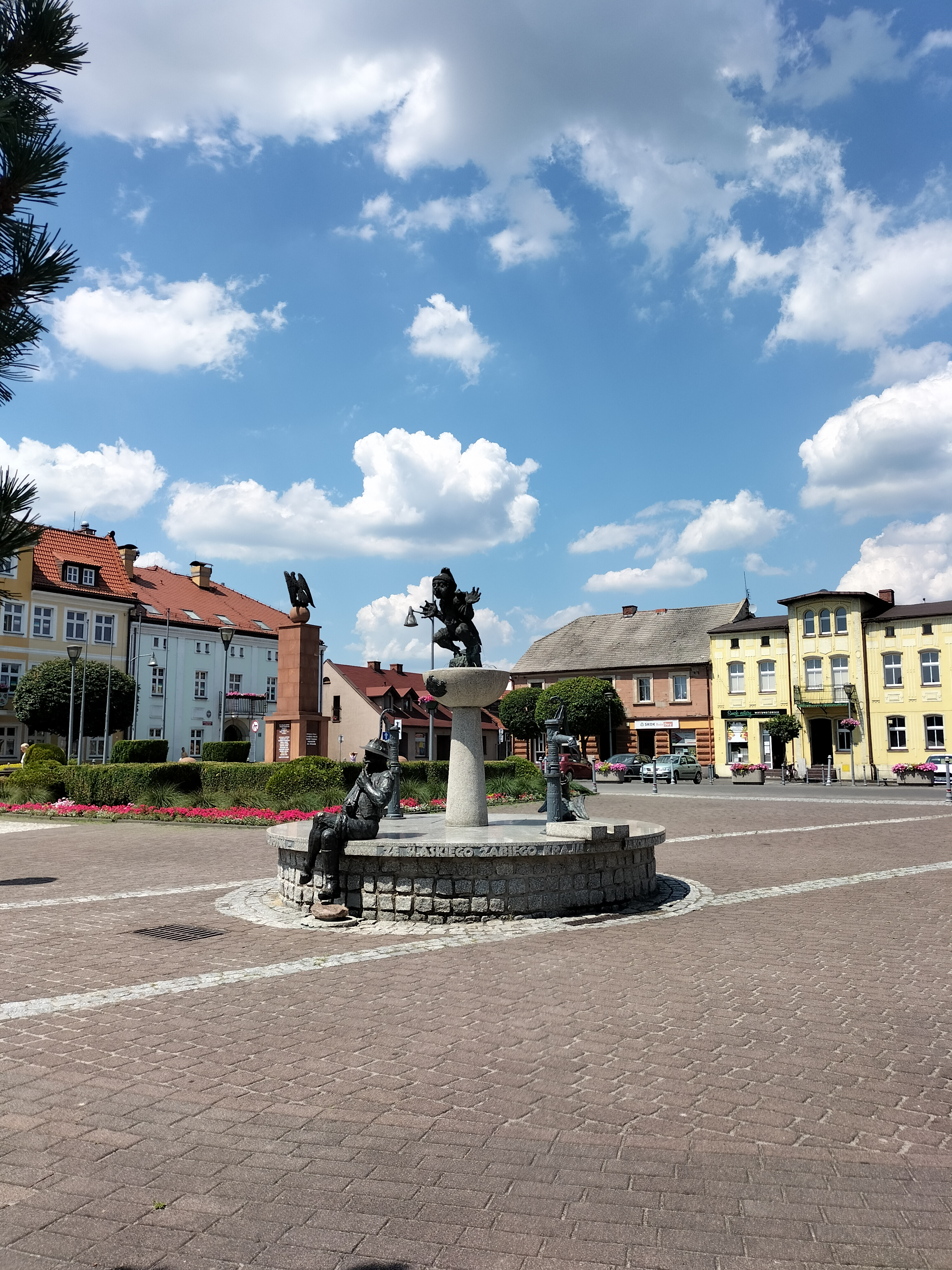

## Географія
Містом протікають річки Гостиня та Млечна.

## Положення
Станом на 1 січня 2013 року площа міста становила 40,49 кв.км. Місто складається з наступних районів — Стара Берунь, Нова Берунь, Сцерне, Яйости, Біясовиці, Чарнуховиці. Межує з наступними містами та гмінами: Лендзіни, Тихи, Холм-Шльонський, Бойшови, Освенцим.

## Назва
Назва міста походить від польських дієслів «брати, забирати» (пол. brać, pobierać) і є пов'язана з податковими зборами. Німецький лінгвіст Генріх Адами в своїй праці, присвяченій походженню назв міст і сіл Сілезії, котра була опублікована у Вроцлаві в 1888 році, припускає, що першою назвою міста була Biernia — це значення Адами витлумачив як «Steuerort (Abgaben)», що на українську можна перекласти як «Місце, де збирають податки». Пізніше місто стало називатися на німецький мотив — Berun - через що назва Беруні втратила своє початкове значення.
Від моменту заснування до сьогодення місто завжди існувало під своєю назвою Берунь. Залежно від правил написання можуть зустрічатися такі варіанти, як Берон, Берун (пол. Bieron, Bierun). В історичних документах селище під назвою «де Беруна» вперше згадується в 1376 році. У цей час Сілезія була під владою чеської династії Пржемисловичів. У златинізованій польській мові тих часів місто згадують під назвою Byerun. 
На мапах Абрахама Ортеліуша, виданних в 1603 році, місто означенно під назвою Берун. У своєму теперішньому варіанті назву міста вперше згадують в 1847 році, у книжці «Короткий опис географії Сілезії для початківців» Йозефа Ломпа, виданній в 1847 році в місті Глогувек. У «Географічному словнику Польського Королівства», виданому наприкінці 19 сторіччя, подано дві польських назви міста — Beruń i Bieruń і німецьку Berun.

## Демографія
Демографічна структура станом на 31 березня 2011 року:
|          | Загалом | Допрацездатний вік | Працездатний вік | Постпрацездатний вік |
| -------- | ------- | ------------------ | ---------------- | -------------------- |
| Чоловіки | 9862    | 1992               | 7091             | 779                  |
| Жінки    | 10014   | 1792               | 6526             | 1696                 |
| Разом    | 19876   | 3784               | 13617            | 2475                 |